# Zhovkva
Zhovkva (ucraniano: Жо́вква; polaco: Żółkiew; yidis: זאָלקוואַ Zolkva) es una ciudad de Ucrania perteneciente al raión de Leópolis de la óblast de Leópolis.
En 2017, la ciudad tenía una población de 13 834 habitantes. Desde la reforma territorial de 2020 es sede de un municipio que tiene una población total de unos treinta y cinco mil habitantes y que incluye 48 pueblos como pedanías.
Se ubica unos 20 km al norte de Leópolis, sobre la carretera M09 que lleva a Zamość. La carretera M09 se cruza aquí con la T1425, que une Kámyanka-Buzka con el parque natural nacional de Yavorivski. Al norte de Zhovkva sale además la carretera P15, que lleva a Kóvel pasando por Chervonohrad.

## Historia
Se conoce la existencia de una localidad aquí en documentos desde 1368, cuando era un pueblo llamado Vynnyky (Винники), ubicado en un importante cruce de caminos en esta zona de la Rus de Kiev. Tras la total integración de Galicia-Volinia en el reino de Polonia, en 1588 fue comprado por Stanisław Żółkiewski. Debido a los méritos de este noble, en 1603 Segismundo III Vasa no solamente concedió al pueblo el Derecho de Magdeburgo, sino que también concedió a Żółkiewski el derecho a refundarlo completamente como una nueva ciudad con un nuevo nombre, que desde entonces es Zhovkva. La nueva ciudad se organizó como una localidad planificada de inspiración artística italiana, con notables monumentos como el Castillo Zhovkva, que preside su plaza mayor. El rey Juan III Sobieski, bisnieto de Stanisław Żółkiewski, estableció aquí en 1678 su residencia real, aumentando el conjunto monumental.
Tras integrarse en el Imperio Habsburgo en las Particiones de finales del siglo XVIII, destacó por albergar la imprenta principal de la Iglesia greco-católica ucraniana. En 1889 se abrió aquí una estación de ferrocarril de la línea de Leópolis a Bełżec. Gran parte de la ciudad fue quemada en la Primera Guerra Mundial, tras la cual se integró en la Segunda República Polaca, hasta que en 1939 pasó a formar parte de la RSS de Ucrania.
La Segunda Guerra Mundial supuso gravísimas pérdidas humanas y materiales para la ciudad, siendo una de las más atacadas tanto por la propia Unión Soviética como por los invasores alemanes. En 1939, los soviéticos destruyeron las estatuas de Juan III Sobieski y Stanisław Żółkiewski, y comenzaron a detener a numerosos vecinos a los que encerraron en el castillo, quienes en 1941 fueron masacrados por la NKVD. Unos meses más tarde, los alemanes destruyeron la sinagoga, sede de los judíos locales, que formaban entonces la mitad de la población. Más de tres mil judíos de Zhovkva fueron enviados al campo de exterminio de Bełżec. Tras la guerra, la ciudad fue repoblada casi exclusivamente con ucranianos.
En 1951, la ciudad cambió su nombre a "Nésterov", en honor al aviador Piotr Nésterov, que en 1914 había muerto en combate aéreo a las afueras de Zhovkva. En 1962, Nésterov alcanzó el estatus de ciudad de importancia regional, aunque posteriormente volvió a ser ciudad de importancia distrital. En 1992 recuperó su topónimo tradicional, y en 1994 fue declarada reserva monumental por albergar 55 monumentos declarados; esto último llevó a que a partir de 2003 comenzara a reconstruirse todo su conjunto histórico. Hasta 2020 fue la capital de su propio raión.